# Antiphilosophisme
L'antiphilosophisme, anti-philosophisme ou antiphilosophie, est l'opposition au philosophisme, c'est-à-dire « l'usage de la raison et l'esprit de libre examen, considérés comme dangereux pour la foi, la pratique religieuse et l'ordre établi », selon le CNRTL.
Émergeant au XVIIIe siècle face à la pensée des Lumières, l'anti-philosophisme surtout constitué par le mouvement des Contre-Lumières jusqu'au siècle suivant. Certains spécialistes considèrent les deux expressions comme synonymes quand d'autres y voient un terme proche mais pas exactement identique.
Le terme d'« antiphilosophie » a été repris aux XXe – XXIe siècles pour qualifier différents penseurs opposés à la philosophie traditionnelle. L'historien de la philosophie Jacques Colette se sert du terme, employé pour qualifier les Anti-Lumières, afin de le confronter à la « non-philosophie » de Søren Kierkegaard.
Alain Badiou, qui trouve chez Jacques Lacan le mot « antiphilosophie », classe dans cette catégorie les penseurs pour lesquels la vérité n'est pas d'ordre conceptuel et objectif, mais d'ordre subjectif, personnel, psychique ou mystique. Les antiphilosophes « classiques » selon lui sont Pascal, Rousseau et Kierkegaard. Les antiphilosophes « contemporains » sont Nietzsche, Wittgenstein et Lacan,.

## Origine de l'antiphilosophisme
Les antiphilosophes accusent leurs adversaires de monopoliser les devants de la scène culturelle, mais aussi de vouloir renverser les autorités religieuses et civiles.
Comme le souligne Didier Masseau, même à son origine au siècle des Lumières, la diversité des usages dont fait l'objet le terme « antiphilosophie » empêche d'en proposer une définition précise et complète. Tout d'abord, ce mot ne présente pas de réelle unité doctrinale et, à cette époque, les divisions théologiques et politiques empêchent la constitution d'un mouvement chrétien unifié qui lutterait intellectuellement contre « l'impiété moderne ». Ensuite, les interférences entre les différents mouvements philosophiques et certaines tendances de l'antiphilosophie rendent difficile une vision dichotomique entre « Philosophes » et « Antiphilosophes ».

## Philosophie contemporaine

### L'antiphilosophie selon Badiou
Le philosophe français Alain Badiou utilise le terme d'« antiphilosophie » pour qualifier des penseurs comme saint Paul, Pascal, Rousseau, Kierkegaard, Nietzsche, Wittgenstein et Jacques Lacan. Chaque auteur a sa propre manière de conduire son antiphilosophie. Badiou donne quelques traits généraux de cette attitude : 
« Je crois qu'on peut raisonnablement parler d'anti-philosophie lorsqu'il y a disqualification des énoncés historiaux de la philosophie (ie disqualification de ce que Wittgenstein appellera presque toute ou la quasi-totalité de la philosophie – celle qui a déjà eu lieu) sous une autre rubrique que celle de leur fausseté ou de leur caractère périmé. [...] le fond en est finalement le même, et il consiste à dire que les énoncés historiaux de la philosophie sont, non pas faux, réfutables, périmés ou vieillis, ce n'est pas cela la question, mais que les énoncés historiaux de la philosophie sont mauvais, ce qui est tout autre chose, ie qu'ils sont néfastes et qu’en eux se joue finalement une figure désastreuse de la pensée. »
Dans une conférence intitulée « L'antiphilosophie de Nietzsche »,, Alain Badiou définit ainsi l'antiphilosophie : « Un antiphilosophe est quelqu'un qui réexamine la question de la philosophie du point de vue radical de sa figure subjective. Ce qui est fondamental [pour un antiphilosophe] dans la découverte de la vérité ce n'est pas de partir de l'objectivité ou du concept, mais de ce qui, dans une expérience subjective, est porteur d'une radicalité véritable ; d'une intensité à partir de laquelle se déploie véritablement la vitalité conceptuelle effective. Un antiphilosophe [.] se présente, non pas comme celui qui a découvert la vérité, mais comme celui qui l'a expérimentée. [.] celui qui se présente comme un témoin du vrai. [.] L'antiphilosophie c'est un témoignage [.] qui repose sur la crédibilité du témoignage. [.] La philosophie, en tant qu'antiphilosophie, se constitue dans les conséquences possibles de ce témoignage radical que quelqu'un vient présenter au jugement de tout le monde ».
Un antiphilosophe se doit d'être un excellent écrivain avec une écriture littéraire particulière car c'est elle qui va qualifier la valeur du témoignage. C'est ce qui fait qu'à l'université, les antiphilosophes sont à la fois dans les deux disciplines : Littérature et philosophie.
« Le propre de la philosophie c'est de faire concept, dans les conditions "époquales" qui sont les siennes, de ce que c'est qu'une vérité. [Il s'agit de] rassembler le système général des vérités d'une époque de telle sorte que l'on puisse proposer un concept de la vérité à peu près adéquat à ces expériences ». « L'antiphilosophie tente de témoigner que ça n'est pas vrai. Il y a une impureté congénitale de la philosophie qui fait que les moyens du vrai ne sont pas ceux de la philosophie ».
C'est à partir de cette dernière perspective que se sont développés les travaux de Ghislain Deslandes autour des figures de Pascal et de Søren Kierkegaard, entendus comme antiphilosophes chrétiens. Une « antiphilosophie du christianisme » également discutée à partir d'une analyse des principaux concepts de l'entreprise antiphilosophique de Jules Lequier.